# ドラゴン嫁はかまってほしい
『ドラゴン嫁はかまってほしい』は初美陽一による日本のライトノベル。イラストはSyrohが担当。富士見ファンタジア文庫（KADOKAWA）より2016年10月から2017年10月まで刊行された。カクヨムにて日常を描いた短編が2話掲載されている。

## あらすじ
亜人の少女たちが通う聖デミグリーン学園、通称「亜人学園」。主人公・勇海は世界を救った「救世主」の末裔として、そして唯一の男性（人間代表）として転入することとなった。学園に入るなりドラゴンメイドのエイミから決闘を挑まれる。圧倒的な火力を誇るエイミだが力が暴走してしまい、勇海が自分が持つ「吸精主」の力で鎮めることに成功する。その後、幼馴染であり生徒会長でもあるミリィ・エルフレアから事情を説明される。クラスメイトの亜人たちは全員が勇海の許嫁であり、次々と勇海の人柄の良さに惚れ込んでいってハーレム状態に。

## 登場人物

### 聖デミグリーン学園
エルフが経営する亜人のみが通う学園。亜人はなぜか女性しか生まれないのと教職員も女性ばかりのためいわゆる女子校になっているが、主人公だけは唯一の男性である。
結城 勇海（ゆうき いさみ）
【種族：人間 / 性別：男 / 年齢：16歳 / 身長：172cm以上 / 体重：不明】
主人公。高校二年生。かつて世界を救った救世主の末裔であり人間代表として亜人学園に転入してきた。対象の身体の一部に口づけをすることで力を吸い取る「吸精主」の能力を持つ。亜人の少女たちの力が暴走した際はこの能力で鎮め、問題に対策するために亜人学園へと呼び寄せられた。しかし思惑とは裏腹に勇海自身正義感が強くお人好しな性格のため、問題に対策するのではなく「亜人ちゃん救世委員」として彼女たちを救うことを決意する。なお、クラスメイトの亜人たちはほぼ全員が勇海の許嫁となっている。これは当時の救世主と彼女たちの祖先との間でかわされた約束であり、結城家が今まで女系だったため婚姻が実現しなかったことによるもの。
3巻では女系家族の家系で唯一男として生まれたためか魔法の才能がゼロであることが語られた。反対に妹の渚は魔法の天才だが嫉妬や羨望などはまったくなくシスコンを発揮していた。
3巻終盤にて祖先である救世主が「魔王」を名乗っていたことが判明するが、この時点では自分の正体について知らない。
吸精主の力により対象が持つ能力を得ることが可能。1巻ではエイミから「金炎」を、2巻ではルゥから「嗅覚」を、3巻ではカナ子から「鬼の力」を得た。
4巻では勇海の正体が「勇者」と「魔王」の末裔であることが判明する。1000年前に魔王は勇者に倒され、勇者も姿を消したとされていたが、実際は二人で人目を忍んで暮らしていたというのが真相。勇者は「融合」の能力を持った「融者」で、魔王は精気を奪い取る力を持った人と異種族の子である「間王」と呼ばれていたが、長い歴史の中で今の呼び方が定着した。結城家は女系家族と言われていたが魔王（亜人）の血を引いているため女性しか生まれず、唯一男として生まれた勇海こそが真の救世主と思われた（そのため融合と吸精の力を持っていた）。しかし勇海は真の救世主であることを否定。自分だけではなく、仲間たち全員の力こそが真の救世主であると考えていた。
4巻終盤では1000年前、暴走した魔王から切り離された力である「黒い太陽」が封印された場へと足を踏み入れ、残された記録と学園長の記憶から自身の正体を知る。勇海はヒロインたちの力を一つに集め、それをエイミに移植することで魔王を超えた存在へと昇華させ、虹色の炎「虹炎」によって黒い太陽を消滅させた。
学園に帰還後、自室はすっかりヒロインたちのたまり場と化し、生徒のみならず教職員までが許嫁を主張する中、エイミからキスをされる。
エイミ＝ドラコ＝エクリシア
【種族：竜人（ドラゴンメイド） / 性別：女 / 年齢：16歳 / 身長：163cm / 体重：燃やされたいのか？ / B：92（G） / W：58 / H：87 / しっぽ：80cm】
1巻から登場。本作におけるメインヒロイン的存在。世界最強と言われる金竜王の孫娘。祖父は金竜王で祖母がとある国の姫であり、王族の血を引くクォーターである。性格は思い込んだら一直線。折り返しの気かない性格のため暴走しがち。当初は勇海が人間ということで見下している部分はあったものの好意は持っていた。後に心無い人間たちにより拉致され売り物にされかけるが激昂したことで返り討ちにし、その際に止めに入った勇海の男らしさに本気で恋心を燃え上がらせるようになる。実は幼少期に勇海とは一回だけ出会っており、その時から彼のことが好きだったという。以後は他のヒロインたちと勇海を取り合いながらも親交を交わすようになる。非常に努力家であり、それ故に他人と自分を比較して自分自身を否定してしまう不安定さも持っている。当初は他のヒロインたちに対抗意識を剥き出しにしていたり、他人なんてどうでもいいと考えていたが、2巻以降は他者に対して優しさや寛容なところも見せるようになり不器用ながらも思いやりを持って接するようになった。
4巻では救世主の故郷に秘された空洞に封じられた「黒い太陽（1000年前に切り離された魔王の力）」を破壊するべく、勇海からヒロインたちの力を渡され、魔王を超えた「エイミ」に昇華。自我を失うことも暴走することもなく確固たる意志によって生み出された「虹炎（こうえん）」によって黒い太陽を消滅させるという快挙を遂げた。エピローグでは他のヒロインたちを出し抜いて勇海にキスをしている。
アン＝デッドレイズ＝ミリアード
【種族：ハーフゾンビ / 性別：女 / 年齢：16歳 / 身長：158cm / 体重：ゾンビだって乙女よ、ばかっ！ / B：81（C） / W：56 / H：80】
1巻から登場。性格は一言で言えばツンデレ。父親はゾンビ、母親は聖女。そのため片腕が取れやすく脆いため激しい運動ができない。聖女として強力な魔法の力を行使できる。たとえ腕が外れようがダメージを覆うが常時強力な回復魔法が掛かっているためすぐに再生する。人肉が好みでよく勇海の首筋に歯を立ててきたが飽くまではむ程度で噛みつきはしていない。当初は「ゾンビ」であることにコンプレックスを持ち周囲に対し素直になれなかったが、普通の女の子として扱ってくれる勇海に好意を持つようになる。エイミとは何かに掛けて張り合う仲。
実は小学生の頃、母親の仕事の都合で点々と学校を映っていた際に一度だけ勇海と出会っている。転校前に女子グループから「お別れ会」ということで夜の学校に呼び出されたが、実はお別れ会など嘘でアンを置き去りにして嘲るという罠だった。ただしこれは当時からコンプレックスを抱えていたのと気の強い性格によって素直になれなかったのが嫌われた原因となっており、アン自身にまったく非がないわけではない。女子グループの話を聞いていた当時の勇海はアンのことが気になり、夜の学校に助けにきたことで顔を合わせているがお互いに相手が誰なのかは気づいていなかった。同級生から受けた裏切りと夜の学校に取り残された恐怖は今でも残っており強いストレスを生み、それが原因で「封魔の匣」に囚われてしまう。しかしヒロインたちの協力のもと助けにきた勇海により救出され、クラスメイトたちから慰められたことでトラウマを克服した。
一巻のイラストや地の分ではサイドテールであるが、二巻のイラストではツインテールになっている。以降もイラストではツインテールとして描かれる。
生命の樹（セフィロト）
アンが持つ亜人としての力。腕などの身体の一部を切り離し、そこに魔力を集中させることで様々な力を顕現させる。発生する力は部位ごとに異なる。
慈悲の左腕（チャリティー・レフティー）
切り離した左腕に魔力を込めることで不可侵の領域を発生させる。
破壊の右腕（デスト・ライト）
切り離した右腕を県のように振るうことで破壊の力を顕現させる。
全能の生命の樹（ぜんのうのセフィロト）
額から放つ聖なる光を結界として展開する「とっておき」。
来栖 来夢（くるす らいむ）
【種族：ハーフスライム / 性別：女 / 年齢：16歳 / 身長：130〜170cm（水分によって変動） / 体重：えっ。……そ、測定不能ですっ。 / B・W・H：水分によって変わるため測定不能】
1巻から登場。穏やかで面倒見のいい性格だが気の弱い一面も。口癖は「ぷるぷる〜」。基本的にはツッコミ役として機能する。
汗っかきであることを恥じており「汗ではなく汁っかきです」と突っぱねる。料理が上手なのでエイミの頼みで指導したことがある。
3巻ではかつて「救世主」と共に戦ったスライムが分裂した末に生まれた存在であることが判明する。また当時のスライムが持っていた記憶もいくらか受け継いでおり、「救世主」とされている女性が自らを「魔王」と名乗っていたことを思い出し、勇海が学園にいられる理由がなくなることを恐れ暴走してしまったが、仲間たちの協力と勇海の「吸精主」の力によって元に戻る。その後、エピローグでは自分が見た記憶の一端を学園長に語った。
体質の関係で制服の下にはスクール水着を着込んでいる。また水分が足りないと半液状化して自我を失い暴走する。また水分を利用して小人のような分身を生み出せる。
ぷちちゃん
来夢が生み出した小人のような分身。複数生み出せるほか、それぞれが自我を持っており「ぷるぷる〜」としか喋れない。
ミリィ＝エルフレア
【種族：エルフ / 性別：女 / 年齢：16歳 / 身長：160cm / 体重：何と……0Kgです！（魔法でちょっと浮いています） / B：84（E） / W：53 / H：81】
1巻から登場。勇海を学園に呼んだ張本人。勇海の幼馴染であり、聖デミグリーン学園学園長の娘。生徒会長を務めており勇海と同じく「亜人ちゃん救世委員」として勇海をサポートする。幼少期にいじめっ子から助けてもらったことで勇海を好きになる。しかし親の仕事の都合で海外に行ってしまったので勇海との付き合いは1か月ほどだったが、彼に対する思いは消えることなく存在していた。ほんわかした天然な性格だがしたたかな部分も持っており抜け目がない。彼女だけ亜人ではなくエルフの中でも位の高いハイエルフと呼ばれる地位にある。そのため担任教師よりも高い地位にある。特に担任のティティはミリィに頭が上がらず、ティティが問題を起こすとミリィが怖い笑みを浮かべて窘めるのが定番となっている。
賢者と呼ばれる母を持つ故か魔法の力は強く多彩。テレポートの魔法で瞬時に移動できる。
実は母を超える素質の持ち主であり、最終巻では母から記憶と技術の一部を受け取り、その力を持って黒い太陽の破壊に貢献した。エピローグではミリィの気持ちを汲んだ母により正式に勇海の許嫁となった。
エルフの賢者とは他には一切目を向けず世界のために貢献する者にしかなれないと学園長は語っており、勇海を好いているミリィでは賢者にはなれないと微笑ましく思っている様子。
狼牙 ルゥ（ろうが るぅ）
【種族：人狼（ルー・ガルー） / 性別：女 / 年齢：15歳 / 身長：152cm / 体重：がぶっ / B：73 / W：52 / H：74 / しっぽ：55cm】
1巻から登場。自称「孤高の一匹狼」だがまったく孤高ではなく、むしろ人懐こく積極的な性格。口癖は「る〜」「るる〜」など。アンの肉が好みでよく噛みついていたが勇海に窘められたことでやめている。その代わり勇海にはむはむするようになり彼に強い好意を抱くようになった。嗅覚に優れており遠くの匂いまで嗅ぎ取ることができる。ダムピールのカーミラとは大層仲が悪かったが勇海のとりなしによって互いに歩み寄り友達となった。
武器は手足から生えた爪。目にも止まらぬスピードで対象を翻弄し切り裂くという戦闘スタイルを持つ。
一角 ユニ（ひとつの ゆに）
【種族：ハーフ・ユニコーン / 性別：女 / 年齢：16歳 / 身長：172cm / 体重：くっ、殺せ！ / B：93（F） / W：60 / H：94】
1巻から登場。父がユニコーンで母親が女騎士。そのためか非常に潔癖で当初はクラスメイトたちの許嫁である勇海を「スケベ！」と決めつけ罵っていた。高潔な性格だが諦めが早く、口癖は「くっ、殺せ！」。その他にも「くっ、」で始まるバリエーションがある（「くっ、触れ！」など）。本人はエッチなことを毛嫌いしているようだが勇海によれば「実は興味があるんじゃないか？」とのこと。角の力で処女・非処女かを判別できるが、非処女に対しては恐怖心を持っている。勇海曰く「潔癖過ぎて逆に卑猥な処女厨」。長い角のせいで壁や天井に突き刺さって身動きが取れなくなるのは日常茶飯事で、勇海に助けてもらったことで「勇海殿」と呼び慕うようになる。以後は自分の胸を触らせるなどかなり積極的になる。
角には強力な治癒能力があり、エイミの暴走で致命傷を負った勇海を一瞬にして治癒している。
作中では銀髪と語られているが、4巻のカラーイラストではピンクの髪になっている。
鬼怒川 カナ子（きぬがわ かなこ）
【種族：半鬼（ハーフ・オーガ） / 性別：女 / 年齢：17歳 / 身長：202cm / 体重：あらら……うふふ〜？（威圧） / B：111（I） / W：69 / H：108】
1巻から登場。作中でも屈指の巨乳の持ち主。同時に凄まじいパワーの持ち主でもあり、ドアを開けようとしたら壊してしまったり、謝罪のためにお辞儀したら突風を起こしてしまう。歩く凶器みたいな存在のため人と触れ合うことがなく、唯一「抱き締める」ことを許してくれた勇海には好意を寄せている。隙あらば勇海に抱きつくが物凄い巨乳とパワーのせいで毎回死にかける。作中ではユニとコンビを組んで登場することが多い。
金竜王を投げ飛ばすほどの凄まじいパワーの持ち主。
ミミ＝キラー＝ラ・ビッチ
【種族：キラー・ラビット / 性別：女 / 年齢：16歳 / 身長：166cm（耳を除く） / 体重：……コロスわ / B：82（D） / W：54 / H：78 / 耳：66cm】
1巻ではほとんど出番はなく、本格的に登場するのは2巻から。暗殺者の家系だがミミ自身は優しい性格の持ち主。一方でクールで感情に希薄であり、ルゥよりも孤高らしい振る舞いをする。
氷を主体とした魔法の使い手。実は超敏感体質であるため風が当たっただけでも感じてしまうのだが、本人は否定している。将来の夢は「お嫁さん」。勇海と触れ合ったことで次第に心を許し、積極的に許嫁アピールをしてくる。
暗殺兎の氷結世界（ブリザー・ラ・ビッチ）
透明な氷の棺を形成し、内部に閉じ込めたものを「殺して」しまう魔法。作中では金竜王の金炎を容易く「殺して」見せた。
カーミラ＝ブラッド＝ライト
【種族：ダムピール / 性別：女 / 年齢：歳 / 身長：cm / 体重： / B：（） / W： / H：】
2巻から登場。人間と吸血鬼の血を引くお嬢様。一人称は「わたくし」で自分勝手で高飛車な性格。日光に弱いため夜にしか学園に来られない。好物はトマトジュース。勇海の婚約者だが初対面の際は凡人と侮って見下していたが、彼が意外と男気のある性格なのと血が上手いという理由で「運命の人、イサミ様！」と骨抜きになった。吸血鬼は人狼を従えていた時期があり、そのことからルゥに服従を迫った結果互いにいがみ合うようになる。実はルゥとは友達になりたかったのだが素直になれず、というのが真相。そのことを見抜いた勇海のとりなしによってルゥ側から手を差し伸べたことで友人となる。実は寂しがりやでもあり、たまたま二人きりになったアンにはよく話しかけていた。さらにはアンが封魔の匣から無事帰還した際はアンが引くほど大泣きしていた。
半分吸血鬼なので血を吸わなくても生きていけるが、実は吸血衝動＝性欲であるため吸血行為を「ハレンチなこと」として恥じている。トマトジュースを飲むのはその衝動を抑える意味もあるらしい。
姿を隠したまま移動する能力を持つが、どのような手段を用いているのかは不明。武器として袖口に隠した短剣を投擲する。
引出 小匣（ひきいで こはこ）
【種族： / 性別：女 / 年齢：歳 / 身長：cm / 体重： / B：（） / W： / H：】
2巻から登場。人とミミックのハーフ。普段は宝箱に引きこもっていて中々出てこない。面倒くさがりやで自堕落な性格。移動する際は箱ごとに浮遊して飛んでいく。またワープ魔法も使用可能。箱の中は小柄かつ幼い印象の少女で間延びした喋り方が特徴。

#### 教職員
ティティ＝コモンエルフ
1巻から登場。勇海たちのクラスの担任。エルフの女性。78歳の処女だが彼女が言うには「エルフの結婚適齢期は100歳から」だとのこと。しかし見た目は10代にしか見えない。キャラクターの濃い面々の中でお淑やかで怖がり。内心では恋愛に憧れているが知らない男性と話すが苦手なので踏み切れずにいたが、そのことで勇海に励まされたことで彼に好意を持つようになる。教師という立場だがハイエルフのミリィに頭が上がらない。
通信魔法の達人であり、遠くの景色を水面に映すなどが可能。
ダルク＝ナイトエルフ
2巻から登場。ダークエルフの女性で養護教諭を務める。61歳の処女だがティティとは逆に特に気にしておらず、捧げるべき運命の人が来るまで待つとのこと。大胆不敵かつ責任感の強い性格。差別的な見方をしない勇海に好意を持つ。
主に呪術を専門としており、それらについて造詣が深い。医療器具に命令して自我を持たせ使役することもできる。自分が留守の時はそれで保健室に来た生徒を治療していたが、やり方が強引だったので知らない内に七不思議のひとつにされていた。
学園長
1巻に登場。ミリィの母親。かつて救世主と共に戦った「エルフの賢者」と呼ばれる女性。魔王の候補者たる亜人ちゃんたちを危険視している。魔王の正体とは暴走した亜人ちゃんの成れの果てだという。しかし金竜王を屠った勇海こそが最も危険ではないかと危惧するが、ミリィから「勇海ちゃんなら大丈夫」と諭され様子を見ることに。
3巻では救世主が魔王と名乗っていたことを知りながら隠していたことを明かすなど、意図的に情報を隠していることが判明した。

### その他
金竜王
1巻に登場。ドラゴンの中でも最強と呼ばれる金竜の頂点に立つ存在。すでに老齢だが言い出したら聞かない我侭な性格。またプライドも非常に高い。エイミの祖父であり孫娘を溺愛しているが、自分を脅かす存在となれば孫娘でも容赦をしない。勇海とエイミの仲が気になりティティの付き添いで監視するが、進展具合に焦れて姿を見せたことで勇海らと戦うこととなる。亜人ちゃんたちの協力と金炎を得た勇海の一撃によりダウンするも立ち上がろうとするが、その場に現れた学園長に諭され一時中断となる。その後、エイミの力が暴走するのを危惧して救いを求めて学園に送ったことを語り、だからこそ勇海にはエイミをめとってほしかったことを告げる。しかし勇海はエイミだけを救うつもりはなく、問題児たち全員の面倒を一生かけてみると宣言したのを聞き、器の大きさに感服して（若干引いて）大人しく引き返して行った。実はエイミ以上に恋愛に対して奥手であり、妻に対して積極的に迫れなかったという過去を持つ。
誘拐犯
1巻に登場。下卑た男の二人組で、エイミを拉致して弄び、売り飛ばして大金を得ようとしていた。亜人のことを差別的な意味合いを含めた「半人」と呼ぶ。エイミの怒りを買ったことで暴走させてしまい、駆けつけた勇海たちによって結果的に助けられるが、最終的には勇海によって殴り倒され捕縛された。
もう一人のエイミ
2巻に登場。正体は呪いのアイテムである「写し身の鏡」によって現れたエイミの偽物。性格や言動はほとんどエイミと同じだが、勇海のことだけ真剣に考える一方でその他のことには冷たい対応を見せる。勇海のために作ったはずのお菓子を平然と捨てたため偽物と見破られ、「吸精主」の能力で魔力を吸い取られ消滅した。消滅の際は勇海にキスをしてもらったことに幸せを感じていた。
結城 渚（ゆうき なぎさ）
3巻から登場。主人公・勇海の妹。14歳。極度のブラコンであり、兄に近づく女性には敵意を見せる。兄とは違い魔法の天才であり、作中では巨木を召喚して根を操りカナ子やユニを拘束した。最終巻では自分が持つ魔力を勇海に吸わせることで亜人の力の暴走を抑えさせるなど重要な役割を担った。
救世主
100年前、人魔の講和を成し遂げたとされる女性。勇海や渚の先祖。ライムの前身にあたるスライムや学園長とは仲間だった。
しかし、その正体は人と魔の間に生まれた亜人の血を引く女性であり、後述の魔王の血を引く末裔である。「真の救世主は他にいる。生まれた時にはすぐに分かる」と言い残していたが、これは亜人の血を引く者は女性しか生まれないはずなのに男として生まれた勇海を指していると思われたが、実際は勇海と許嫁たち全員を「真の救世主」として指している。
魔王（間王）
どのような存在かは伝えられておらず「世界を滅ぼす災厄」という曖昧な伝承しか残されていなかった存在。その正体は1000年前に生まれた亜人の女性であり、「魔王症候群」により暴走してしまった犠牲者。周囲から無差別に「精力を奪う」能力を持っており、勇者に討たれたとされていたが実際は人目を忍んで一緒に暮らしていたというのが真相。暴走した力は切り離され封印されていたが、それは「黒い太陽」として存在し続け、1000年間秘されていた。
勇者（融者）
上述の魔王の幼馴染であり恋人だった男性。倒した相手から力を奪う「融合」の能力を持っており、最終的には魔王に打ち勝ち力を切り離して封印した。
黒い太陽
1000年前に存在した魔王から切り離された「暴走した魔力の集合体」。1000年間封印されていたが、現代ではもはや1年と経たず封印が解けかけている状態だったことと、それを破壊することが自分たちの使命だと悟った勇海によって破壊されることに。母から受け継いだ技術を用いたミリィによって実体化させられ、ヒロインたちの結集した勇海からエイミへと力を渡され、最期はエイミが放った「虹炎」によって完全消滅させられた。

## 既刊一覧
- 初美陽一（著）・Syroh（イラスト）、KADOKAWA〈富士見ファンタジア文庫〉、全4巻
  - 『ドラゴン嫁はかまってほしい』、2016年10月20日発売[1]、ISBN 978-4-04-072094-4
  - 『ドラゴン嫁はかまってほしい2』、2017年2月18日発売[2]、ISBN 978-4-04-072096-8
  - 『ドラゴン嫁はかまってほしい3』、2017年6月20日発売[3]、ISBN 978-4-04-072328-0
  - 『ドラゴン嫁はかまってほしい4』、2017年10月20日発売[4]、ISBN 978-4-04-072332-7